# Igor Bandović
Igor Bandović (Titovo Užice, 27. januar 1977) srpski je pravnik i od 2019. godine direktor Beogradskog centra za bezbednosnu politiku. Pre toga u periodu od 2008. do 2019. godine bio je viši program menadžer Evropskog fonda za Balkan.

## Karijera
Rođen je 27. januara 1977. godine u Užicu. Završio je Užičku gimnaziju i studirao je međunarodno pravo i međunarodne odnose u Beogradu.
Godine 1997. je osnovao nevladinu organizaciju Libergraf koja se bavila javnim obrazovanjem kroz promociju ljudskih prava i socijalnog aktivizma. Od 2002. do 2006. godine je radio kao istraživač u Beogradskom centru za ljudska prava u oblastima ljudskih prava, civilnog društva i nacionalizma.
U periodu od 2006. do 2008. godine radio je u Međunarodnoj organizaciji za migracije i Program Organizacije ujedinjenih nacija za razvoj.
Radio je od 2009. do 2011. godine „Gallup Balkan Monitor“ ogranka Galupa. Od 2008. godine radi kao viši program menadžer Evropskog fonda za Balkan. Na zatvaranju Beogradskom beezbednosnom forumu 18. oktobra objavljeno je da će on postati novi direktor Beogradskog centra za bezbednosnu politiku, a tu ulogu je formalno preuzeo novembra 2019. godine.
Koordinator je Savetodavne grupe za javnu politiku Balkan u Evropi i „Think and Link-Regional Policy Programme”.

## Odabrane publikacije
- Bandović, Igor (2004). Remarks of Igor Bandović. International War Crimes: Making a Difference?: Proceedings of an Interdisciplinary Conference at the University of Texas.
- Bandović, Igor (2004).  Jureković, P.; Labbare, F.; Felerbauer, E.M., ур. „The International Role in the Reconciliation Process-A View from Serbia”. From peace making to self sustaining peace-International presence in South East Europe at a crossroads. Vienna: Akademiedruckerei Landesverteidigungsakademie.
- Nicić, Jovan; Bandović, Igor (2006). „Status of Transitional Justice in the Region”. Regional Human Rights Report (1): 241—253.
- Bandović, Igor (2007). „The Role of Human and Minority Rights in the Process of Reconstruction and Consolidation for State and Nation–Building–the Case of Serbia”. Human and Minority Rights in the Life-Cycle of Ethnic Conflicts. Belgrade: Belgrade Centre for Human Rights.
- Bandović, Igor (2009).  Allcock, John B., ур. „The International Criminal Tribunal for the Former Yugoslavia”.
- Bandovi', Igor; Vujačić, Marko (2014).  Stratulat, Corina, ур. „The European question in Serbia's party politics”. EU integration and party politics in the Balkans (на језику: енглески). European Policy Center (September 2014). ISSN 1782-494X.
- Žarković Rakić, Jelena; Stanković, Dejan; Bandović, Igor; Đukić, Mihajlo (2016). Implementacija naučnih rezultata u oblasti društvenih nauka u procesima kreiranja javnih politika u Srbiji (PDF). Beograd: Institut ekonomskih nauka.

## Spoljašnje veze
- igor Bandovic na BIEPAG